# Xysticus mongolicus
Xysticus mongolicus är en spindelart som beskrevs av Schenkel 1963. Xysticus mongolicus ingår i släktet Xysticus och familjen krabbspindlar. Inga underarter finns listade i Catalogue of Life.